# Christa D. Schäfer

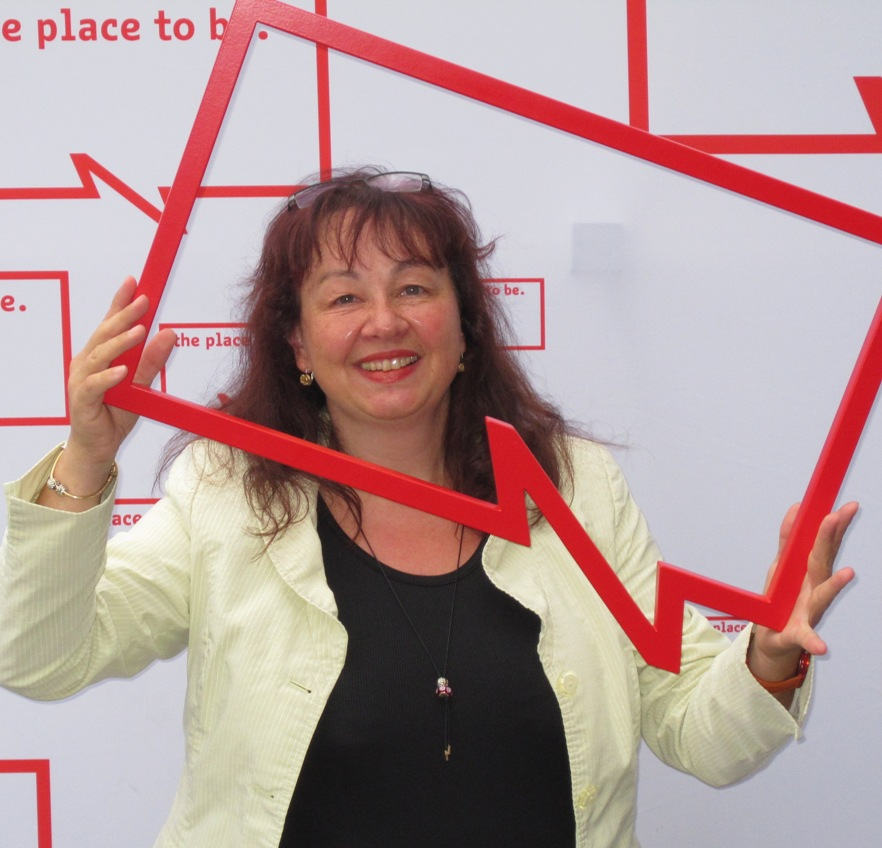
Christa Schäfer 2010 in „be berlin“

Christa Dorothea Schäfer (* 1962 in Rotenburg) ist eine deutsche Dozentin, Mediatorin und Autorin in Berlin.

## Leben und Wirken
Christa Schäfer absolvierte zunächst ihr Lehramtsstudium mit den Fächern Musik und Mathematik und unterrichtete einige Jahre in einem Berliner Gymnasium. Parallel schloss sie eine Mediationsausbildung ab und gründete das MediationsZentrum Berlin e. V. als gemeinnützigen Verein, der sich in Berlin der Stadtteil- und Gemeinwesenmediation widmet. 2011 gründete Schäfer außerdem die Comedu, eine GmbH für Aus- und Weiterbildungen im Feld der pädagogischen Spezialtechniken.
Im Jahr 2006 promovierte sie bei Rainer Winkel an der Universität der Künste Berlin zum Thema Unterrichtsstörungen – diagnostische und pädagogisch-therapeutische Hinweise zu verhaltensproblematischen Schüler/innen.
Schäfer ist ausgebildete Sozialmanagerin. Seit 2001 arbeitet sie freiberuflich im Spannungsfeld zwischen Pädagogik und Mediation. Als Mediatorin und Mediations-Ausbilderin ist sie in der Konfliktprävention, -intervention und -forschung tätig. Als Pädagogin arbeitet sie im Buddy e. V.-Programm deutschlandweit und mit unterschiedlichen Zielgruppen und Fachkräften sowie im Denkzeit-Training. Als freie Supervisorin, systemische Beraterin, Trainerin, Referentin und Coach arbeitet Christa Schäfer mit Einzelpersonen, Teams und Gruppen, für verschiedene Institutionen und in unterschiedlichen Settings. Sie hielt Vorträge u. a. in München, Berlin und Leipzig.

## Lehrtätigkeiten
- 2010–2011: FU Berlin, Master-Modul Lernmotivation und Beratung
- seit 2011: INA der FU Berlin und EHV, Zertifikatsstudium Coaching/Mediation
- 2010–2012: Universität der Künste Berlin, Bachelor-Modul Grundfragen von Erziehung, Bildung und Schule
- 2012–2013: KHSB, BA Bildung und Erziehung, Seminare Gruppen- und Partizipationspädagogik und Sozialpädagogisches Handeln im Gemeinwesen
- 2012–2013: FU Berlin, BA Erziehungswissenschaft Mediation in pädagogischen Handlungsfeldern

## Mitgliedschaften
- Vorstandsmitglied im Landesverband Berlin-Brandenburg der Deutschen Gesellschaft für Demokratiepädagogik
- Mitglied im Buddy e. V.
- Kuratoriumsmitglied der J.A. Comenius-Stiftung zur Unterstützung Not leidender Kinder und Jugendlicher
- 1. Vorsitzende des MediationsZentrums Berlin e. V.
- Mitglied im Bundesverband Mediation

## Auszeichnungen
- 2010: Botschafterin Berlins
- 2009: Tagesspiegel-Preis Aktion Ehrensache

## Schriften
- Die partizipative Schule – Carl Link, Köln 2015. ISBN 978-3-556-06559-4
- Konflikte und Konfliktbearbeitung. Zwischen Pädagogik und Mediation – Saarbrücken: Bloggingbooks 2012[2]
- Kommunikation in der Familie – Baltmannsweiler : Schneider-Verlag Hohengehren, 2009
- Der Klassenrat Praxishilfe Buddy e. V. 2008
- Mediation im Gemeinwesen (hrsg. zusammen mit Monika Götz) Baltmannsweiler: Schneider-Verlag Hohengehren, 2008
- Kommunikations- und Konfliktmanagement für Eltern Baltmannsweiler : Schneider-Verlag Hohengehren, 2007
- Wege zur Lösung von Unterrichtsstörungen – Baltmannsweiler : Schneider-Verlag Hohengehren, 2006